# Moirlanich Longhouse

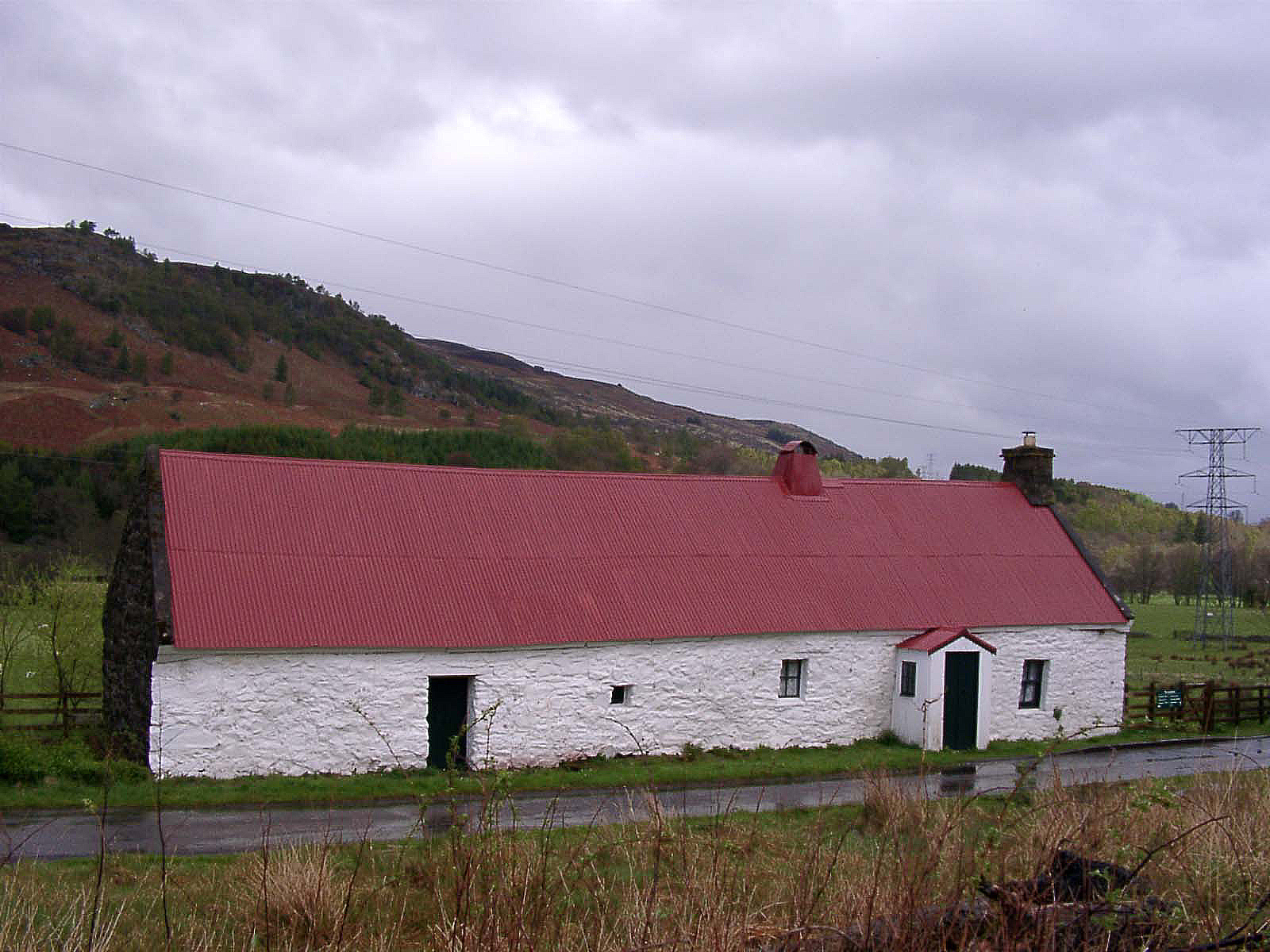
Moirlanich Longhouse

Das Moirlanich Longhouse ist ein Wohngebäude nahe der schottischen Ortschaft Killin in der Council Area Stirling. 1971 wurde das Bauwerk in die schottischen Denkmallisten zunächst in der Kategorie B aufgenommen. Die Hochstufung in die höchste Denkmalkategorie A erfolgte 2007.

## Geschichte
Im 16. Jahrhundert existierte eine Ortschaft Moirlanich, die sich in späteren Jahrhunderten zunächst in die Lagen East und West Moirlanich gliederte und dann sukzessive über eine Streusiedlung auflöste. Moirlanich House stammt aus dem späten 18. oder frühen 19. Jahrhundert. Es lebten mindestens drei Generationen der Robertson-Familie, die sowohl Landwirtschaft betrieb als auch der Pferdezucht nachging, in dem Gebäude. Die letzten Bewohner fürchteten die Brandgefahr in dem Gebäude. Sie bezogen im Jahre 1968 schließlich ein kleines Steinhaus auf der gegenüberliegenden Straßenseite. 1992 restauriert, führt der National Trust for Scotland das Gebäude heute als Museum. 2024 betrug die Besucherzahl etwa 1.000 Personen.

## Beschreibung
Das Moirlanich Longhouse steht an einer Nebenstraße nahe dem rechten Ufer des Lochay rund einen Kilometer nordwestlich von Killin. Das Langhaus mit Cruck-Konstruktion entspricht der regionstypischen Bauweise, die jedoch selten, insbesondere in dieser Vollständigkeit, bis heute erhalten geblieben ist. Das aufsitzende Satteldach war einst reetgedeckt. Im Innenraum ist der Wohnbereich durch eine Holzwand von der Stallung abgetrennt.